# 10805 Івано
10805 Івано (10805 Iwano) — астероїд головного поясу, відкритий 18 листопада 1992 року.
Тіссеранів параметр щодо Юпітера — 3,311.